# Старые Терны
Старые Терны (укр. Старі Терни) — посёлок в Покровском районе Донецкой области Украины.
Население по переписи 2001 года составляло 8 человек. Почтовый индекс — 85612. Телефонный код — 6278.

## История
5 декабря 2024 года, в ходе боёв за Курахово, ВС РФ захватили посёлок. 

## Местный совет
85612,Донецька обл., Мар'їнський р-н, м.Курахове, пр-т. Соборний 4[обновить данные]